# Biagio (album)
Biagio è la decima raccolta del cantautore italiano Biagio Antonacci, pubblicato il 27 novembre 2015 dalla Iris Srl.

## Descrizione
Suddiviso in tre dischi, contiene una selezione dei principali successi di Antonacci, con l'aggiunta di quattro inediti: i due singoli Ci stai e Cortocircuito, Aria di cambiamento (scritta da Franco Battiato e da Juri Camisasca) e Mio mondo. La raccolta contiene inoltre due nuove versioni dei brani Se io se lei (presentata in versione acustica) e Liberatemi, quest'ultima reincisa con i Negramaro.

## Tracce
CD 1
1. Ci stai – 3:37
2. Cortocircuito – 3:59
3. Aria di cambiamento (feat. Franco Battiato) – 3:33
4. Mio mondo – 3:22
5. Se io, se lei – 4:19
6. Liberatemi (New Version) (feat. Negramaro) – 4:23
7. Mio padre è un re – 4:00
8. Con infinito onore – 3:00
9. Mai mi dici amore – 2:56
10. Quell'uomo lì – 5:19
11. Non tentarmi – 4:02
12. One Day (tutto prende un senso) (New Version) (feat. Pino Daniele) – 3:19
13. Coccinella – 5:59
14. Vivimi – 4:38
15. È già Natale – 3:10
16. Immagina – 3:32
17. Tu sei bella – 4:02
18. Lo conosco poco – 4:59

CD 2
1. Ti dedico tutto – 3:22
2. Quanto tempo e ancora – 4:25
3. L'amore comporta – 3:27
4. Convivendo – 3:50
5. Le veterane – 2:42
6. Il cielo ha una porta sola – 3:47
7. Ragazza occhi cielo – 4:00
8. Sappi amore mio – 3:46
9. Inaspettata – 4:05
10. Qui – 4:09
11. Ritorno ad amare – 3:59
12. Lei, lui e lei – 4:38
13. Non vivo più senza te – 3:33
14. Lascia stare – 4:20
15. Ci vuole tempo – 3:57
16. Se fosse per sempre – 3:36
17. Fiore – 4:19
18. Dolore e forza – 3:50

CD 3
1. Chiedimi scusa – 3:44
2. Sognami – 3:59
3. Ti penso raramente – 4:01
4. Pazzo di lei – 4:13
5. Hai bisogno di me – 3:22
6. Buongiorno bell'anima – 4:14
7. Aprila – 4:15
8. Ricordati chi sei – 3:41
9. Senza un nome – 3:29
10. Iris (tra le tue poesie) – 3:58
11. Ho la musica nel cuore – 3:30
12. Se è vero che ci sei – 4:37
13. Ora e mai per sempre – 4:01
14. Amo te – 3:53
15. Noi ci facciamo compagnia – 4:08
16. Dimenticarti è poco – 3:09
17. Angela – 3:42
18. Insieme finire – 4:00

## Classifiche

### Classifiche settimanali
| Classifica (2015) | Posizione massima |
| ----------------- | ----------------- |
| Italia            | 4                 |
| Svizzera          | 50                |

### Classifiche di fine anno
| Classifica (2015) | Posizione |
| ----------------- | --------- |
| Italia            | 25        |
| Classifica (2016) | Posizione |
| Italia            | 39        |